# Suillus grevillei
Suillus grevillei (Johann Friedrich Klotzsch, 1832 ex Rolf Singer, 1945), din încrengătura Basidiomycota în familia Suillaceae și de genul Suillus, este o ciupercă comestibilă care coabitează, fiind un simbiont micoriza (formează micorize pe rădăcinile arborilor). Buretele este numit în popor untoasa cu inel, hribul zadei, burete elegant, ciupercă de dulceață sau hrib de zădiș. Se dezvoltă des în România, Basarabia și Bucovina de Nord prin păduri de conifere sau mixte, aproape mereu numai sub larici europeni, foarte rar de asemenea sub alte specii de larici (zade), în grupuri lineare sau cercuri în apropierea pomului simbiont, din (mai) iunie până în octombrie (noiembrie).

## Descriere

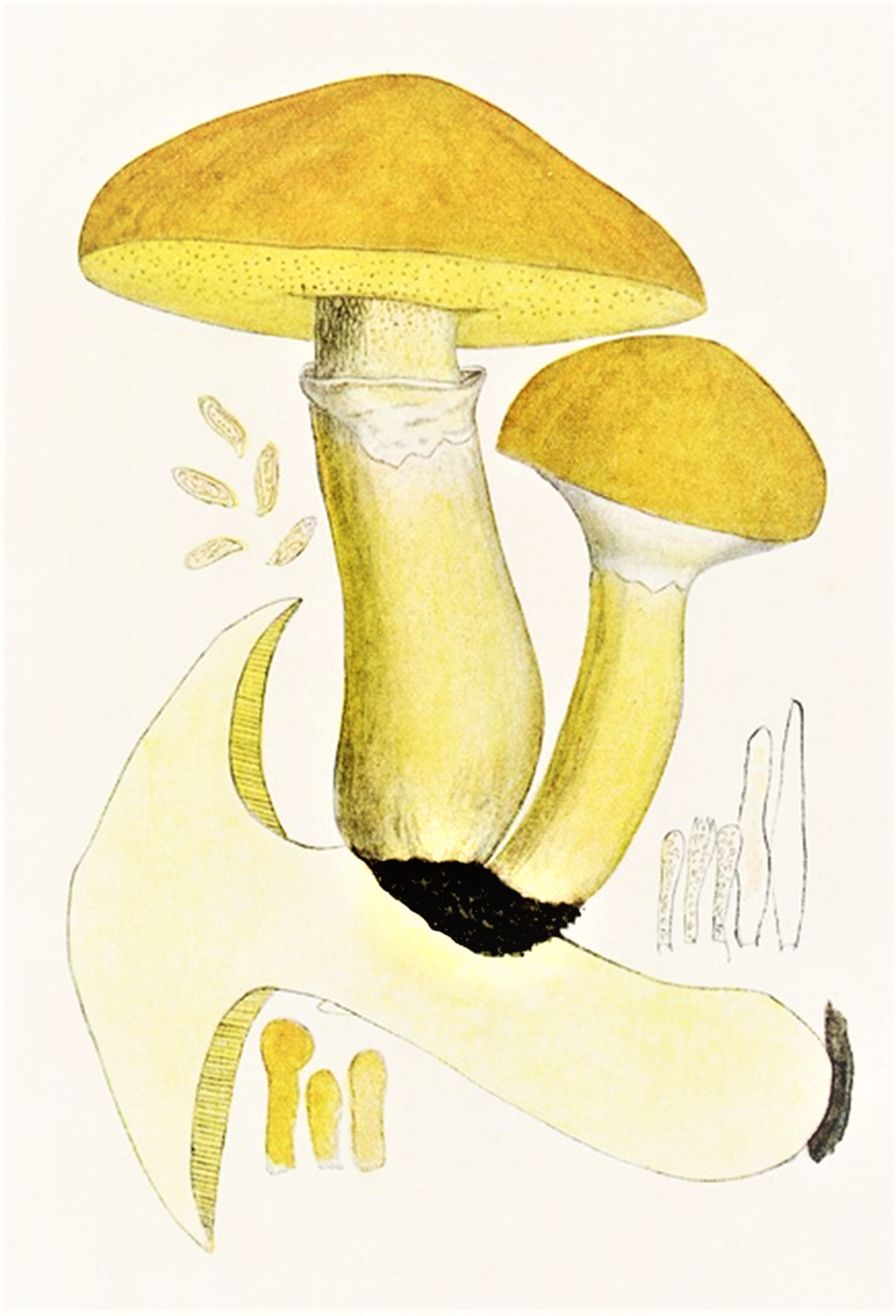
Bres.: Boletus elegans

- Pălăria: are un diametru de 4-14 cm, este cărnoasă și compactă, fiind inițial semisferică cu marginea răsfrântă în jos, apoi convexă și la bătrânețe întinsă și adâncită în mijloc, marginea fiind ușor ondulată. Cuticula este netedă, lipicioasă, unsuroasă până cleioasă și lucioasă pe vreme uscată. Ea se separă ușor de pălărie la umezeală. Culoarea tinde de la galben ca lămâia, galben-auriu, peste portocaliu-auriu, ruginiu-gălbui, până la portocaliu-maroniu.
- Tuburile și porii: prezintă sporifere gălbuie, scurte (6-11 mm) și unghiulare, aderate la picior sau ușor decurente și nu-și schimbă culoarea când pălăria este tăiată. Ele sunt acoperite în tinerețe de un văl parțial albicios-gălbui care la maturitate se rupe. Porii mici sunt la început palid gălbui și înguști, dar se lărgesc după câtva timp, devenind la maturitate galben murdari și se colorează în brun-cenușiu prin strivire.
- Piciorul: are o înălțime de 6-10 cm și o lățime de 1,2-2,5 cm, este cilindric, compact și solid, plin, adesea îngroșat la bază, cu un inel membranos, fragil, și alb-gălbui (tot datorită vălului parțial), destul de apropiat pălăriei. În zona superioară al lui este colorat ca porii, arătând o rețea fină, iar pe cea de jos este mai închis portocaliu, presărat de numeroase punctișoare maronii. Deseori acest inel se pierde, apoi această zonă este marcată mai palidă.
- Carnea: este la început tare și compactă, dar devine moale și spongioasă cu maturitatea avansată, fiind  de culoare albicios-gălbuie sau gălbuie. Ea se decolorează după tăiere adesea rozaliu, foarte rar chiar maroniu sau violet. Mirosul este ușor aromatic, ceva ca de mușcate, gustul dulceag și plăcut.
- Caracteristici microscopice: are spori netezi și fusiformi, pulberea lor fiind de un brun-măsliniu deschis. Ei au o mărime de 7-10 x 2-5,4 microni.[6][7]
- Reacții chimice: Buretele se colorează cuacid sulfuric în pălărie cu pete ruginii, tuburile devenind brun- portocalii, carnea sub aburi de amoniac brun-gălbue până roșu-portocalie, cu Hidroxid de potasiu verde închisă până neagră, cu sulfat de fier brun-cenușie, și cu tinctură de Guaiacum albastru-verzue.[8]

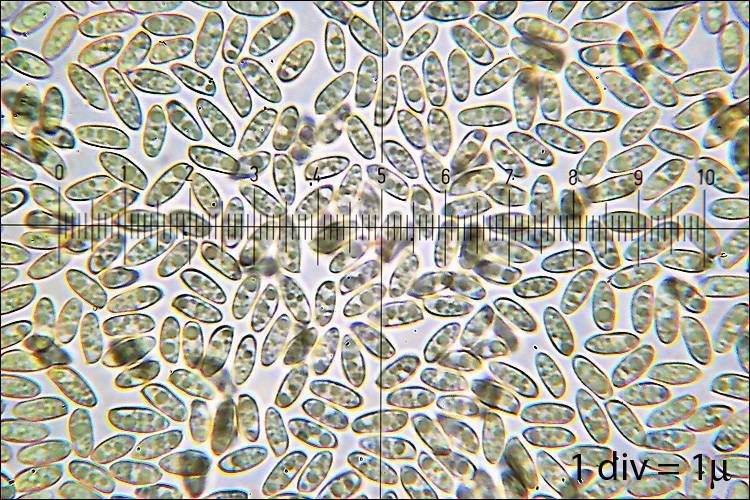
S. grevillei spori
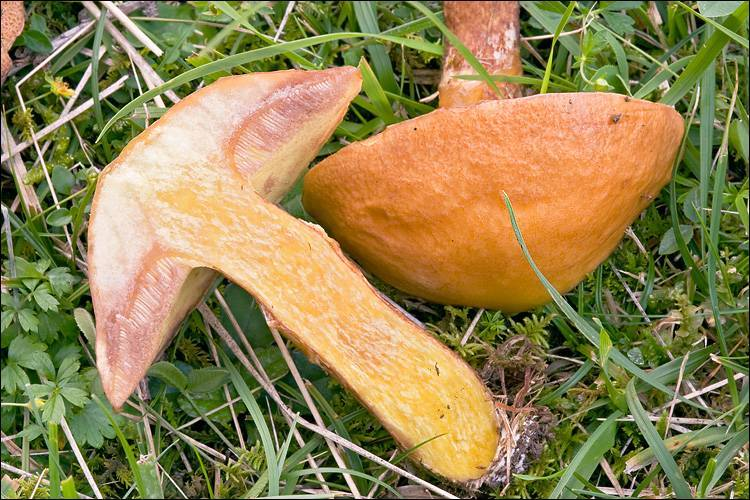
S. grevillei secțiune longitudinală
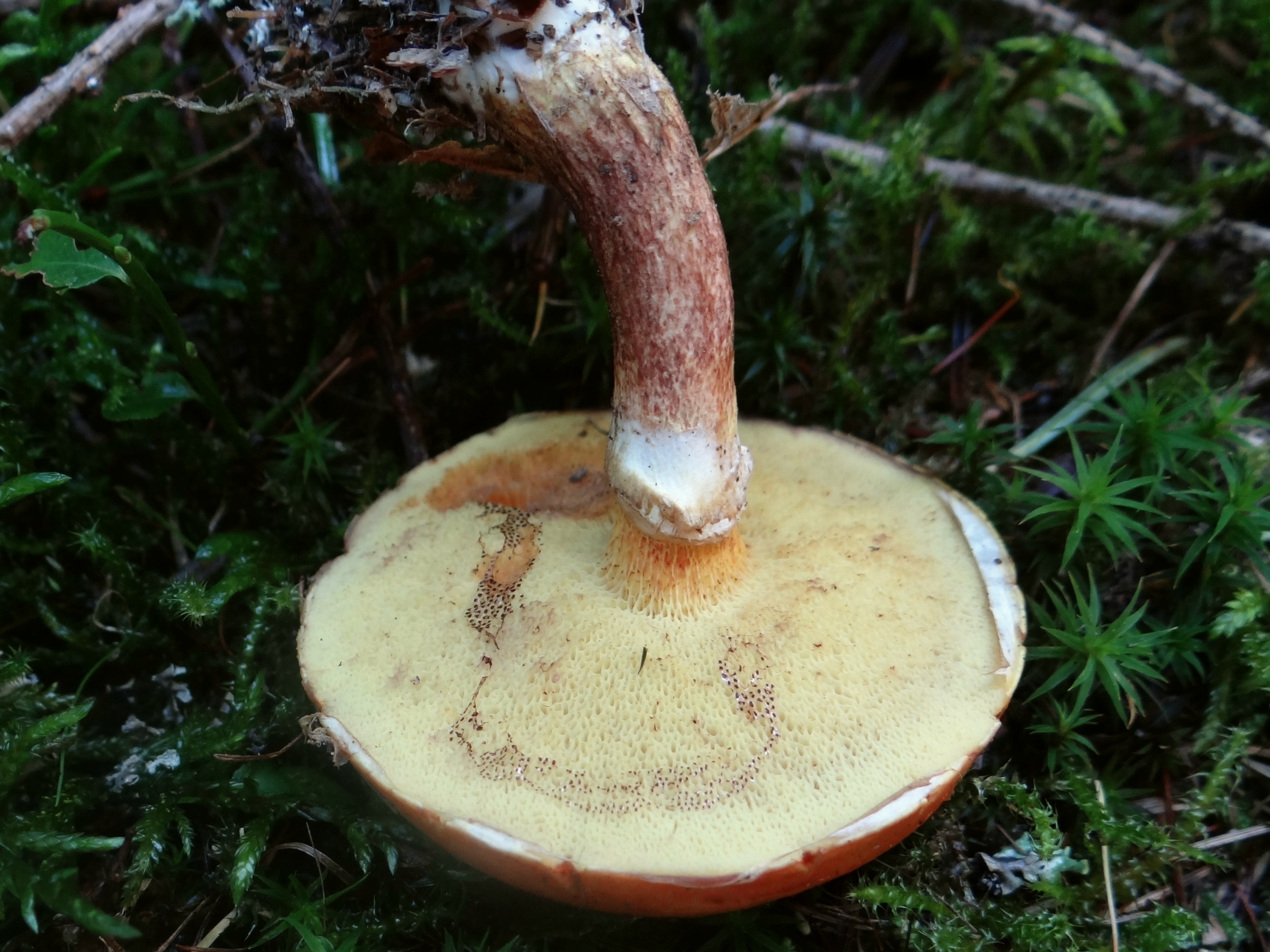
S. grevillei, pori și picior
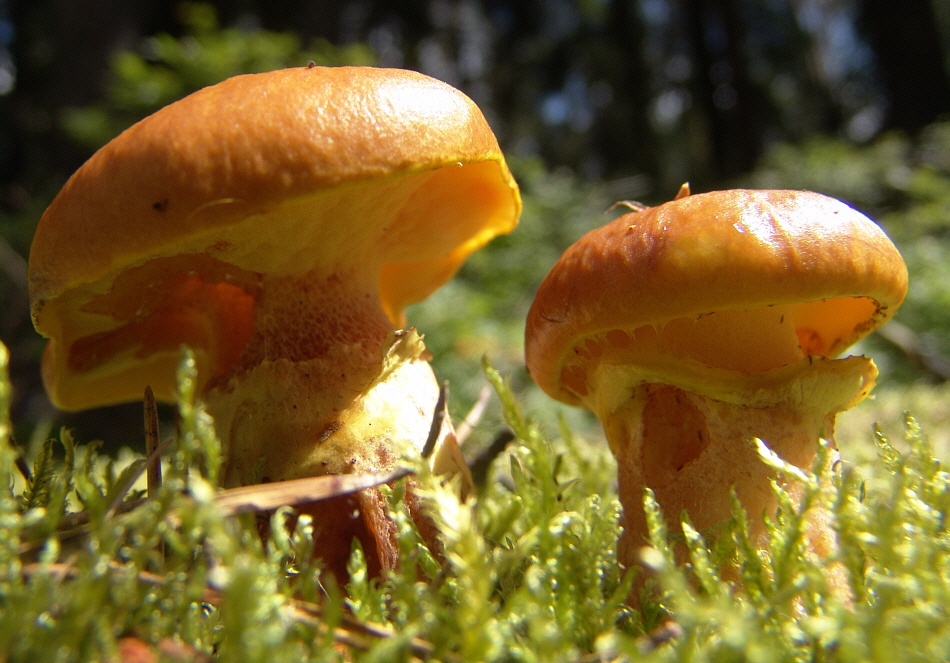
S. grevillei tineri
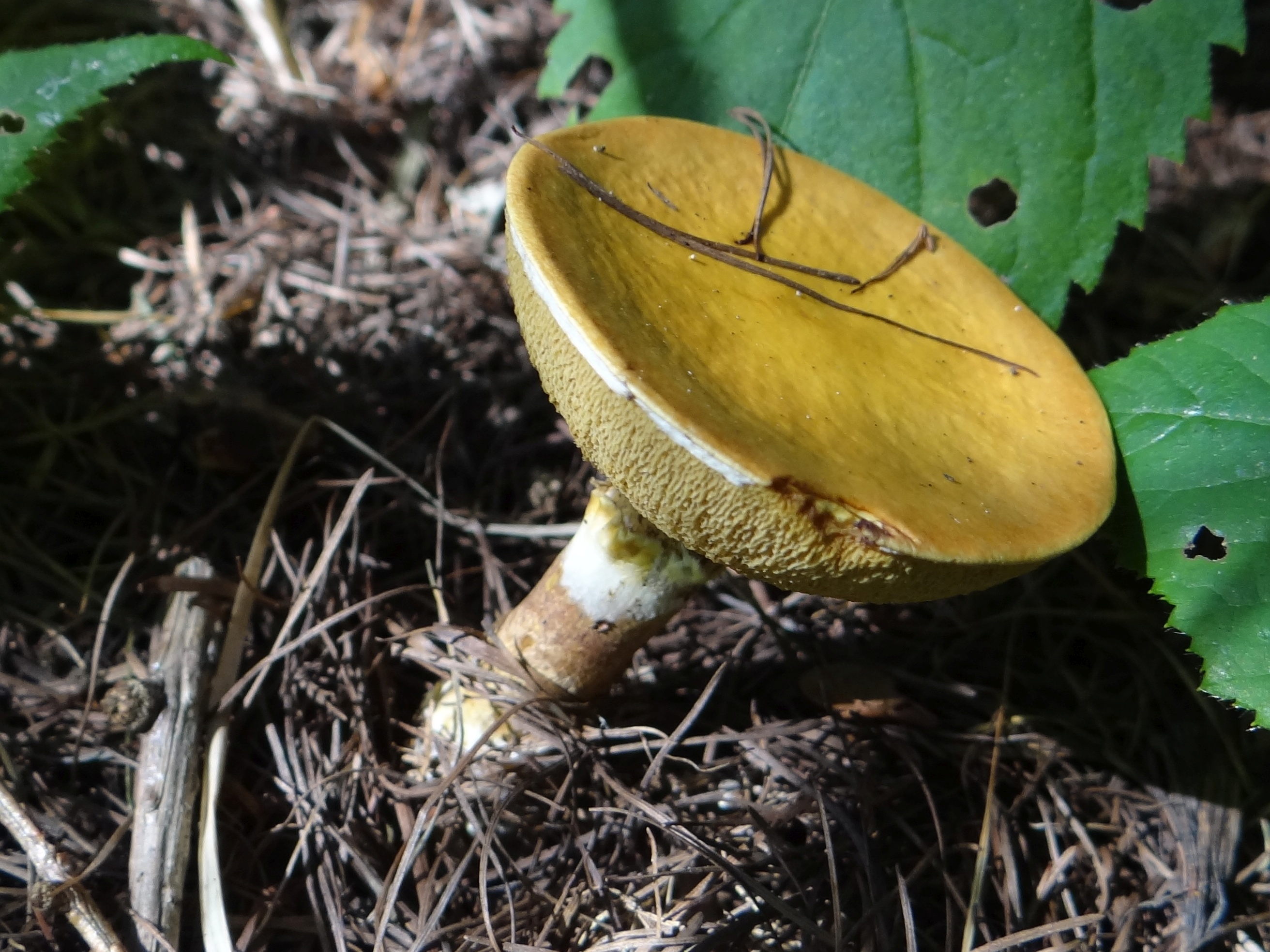
S. grevillei bătrân

## Confuzii
Buretele poate fi confundat cu alte specii din genul Suillus precum soiuri foarte apropiate, cu toate comestibile, cum sunt: Chalciporus piperatus, sin. Boletus piperatus, Gomphidius  glutinosus, Gyrodon lividus, Suillus bovinus, Suillus bresadolae, Suillus collinitus, Suillus flavidus, Suillus granulatus, Suillus luteus sin. Boletus suillus, Suillus plorans, Suillus tridentinus, Suillus variegatus, Suillus viscidus, Xerocomus spadiceus sau Xerocomus subtomentosus.

## Specii asemănătoare

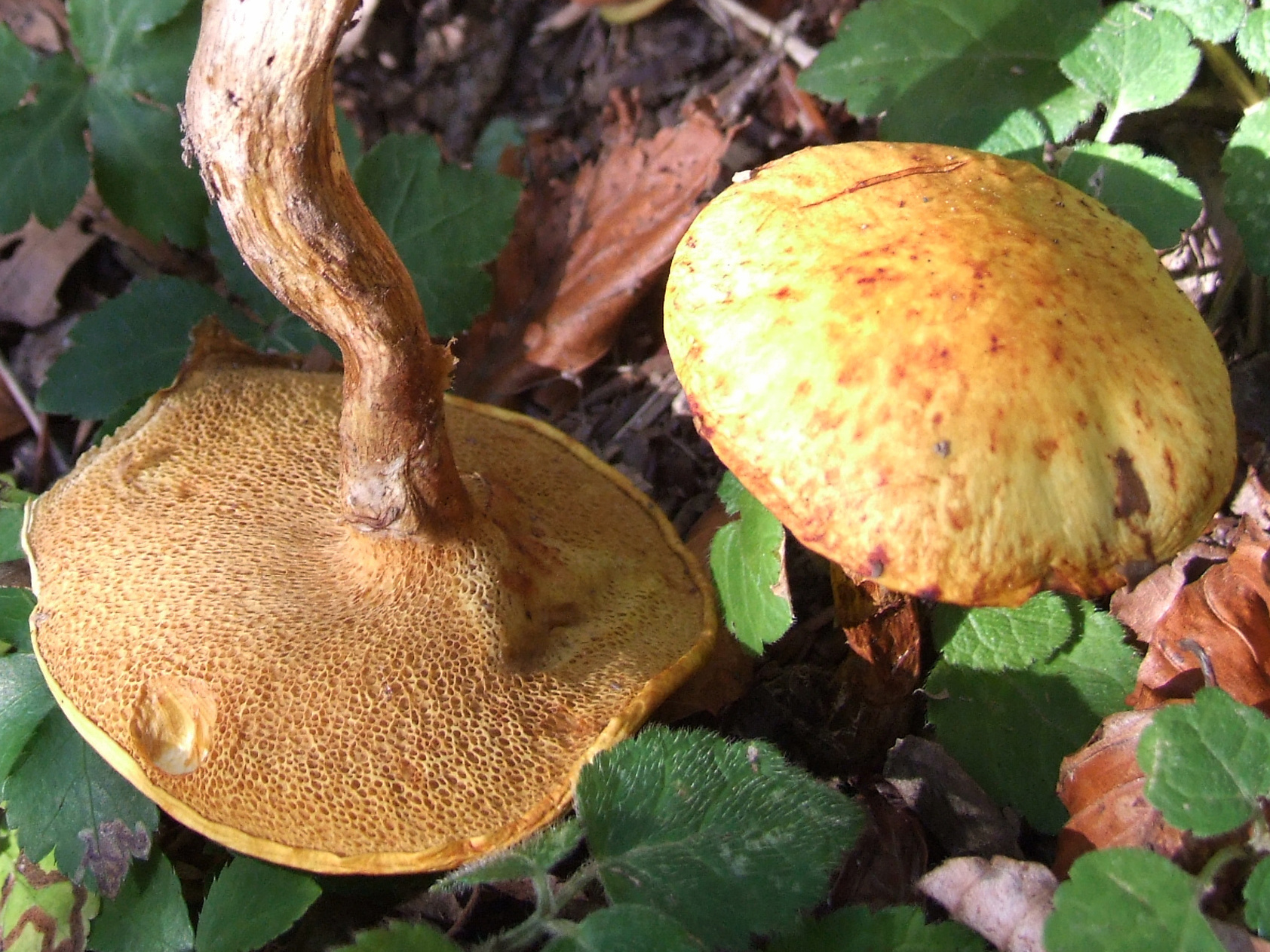
Chalciporus piperatus
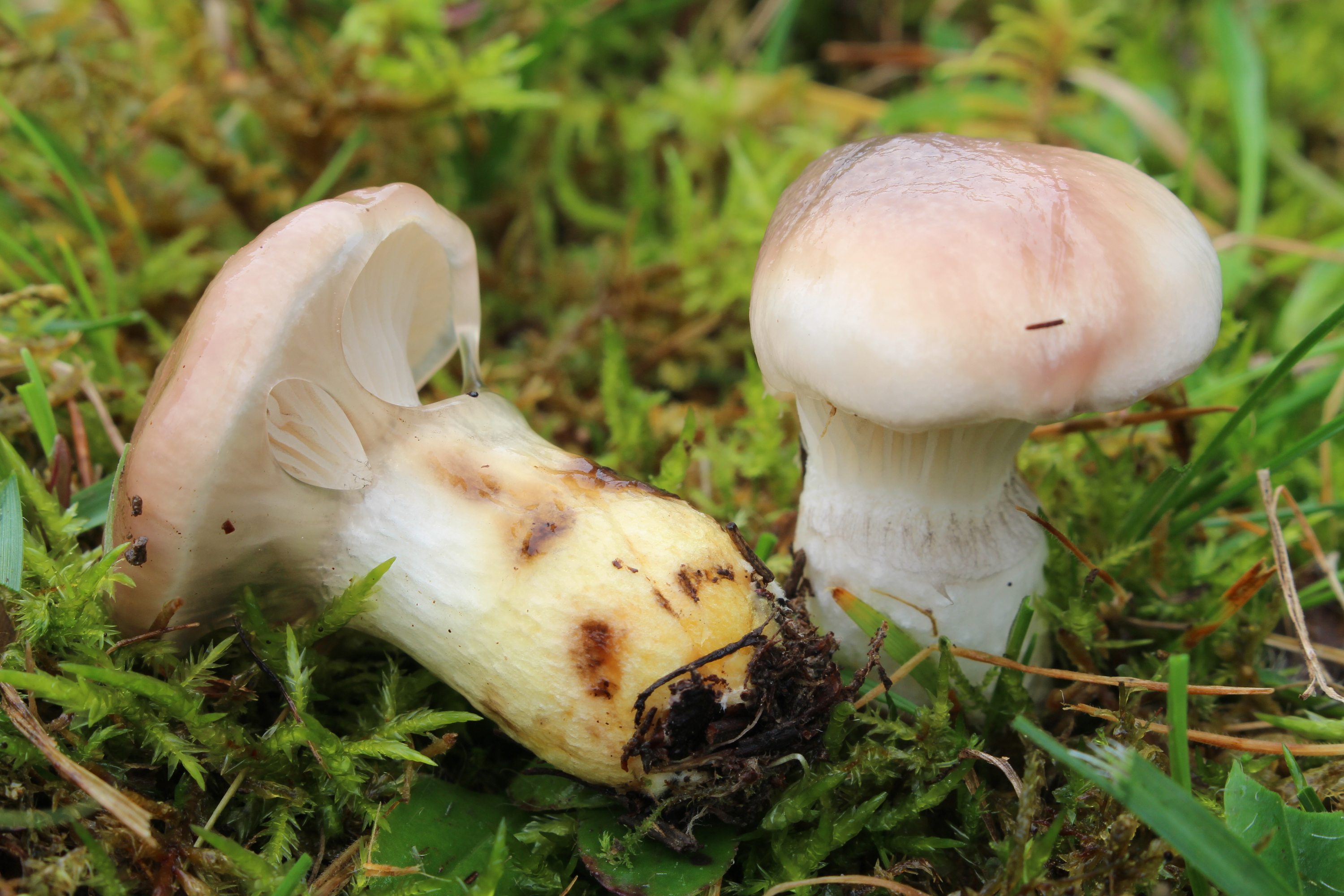
Gomphidius glutinosus
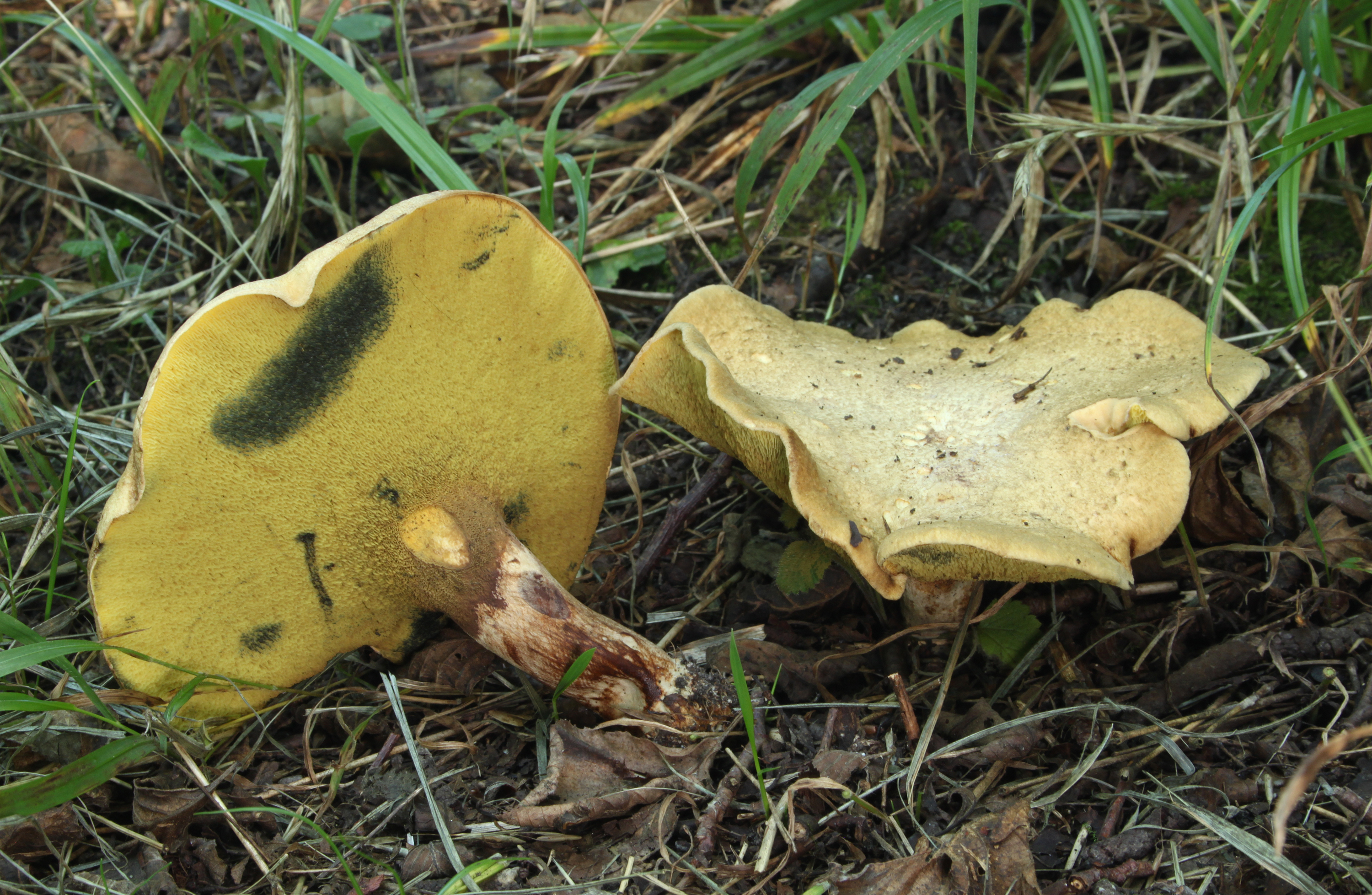
Gyrodon lividus
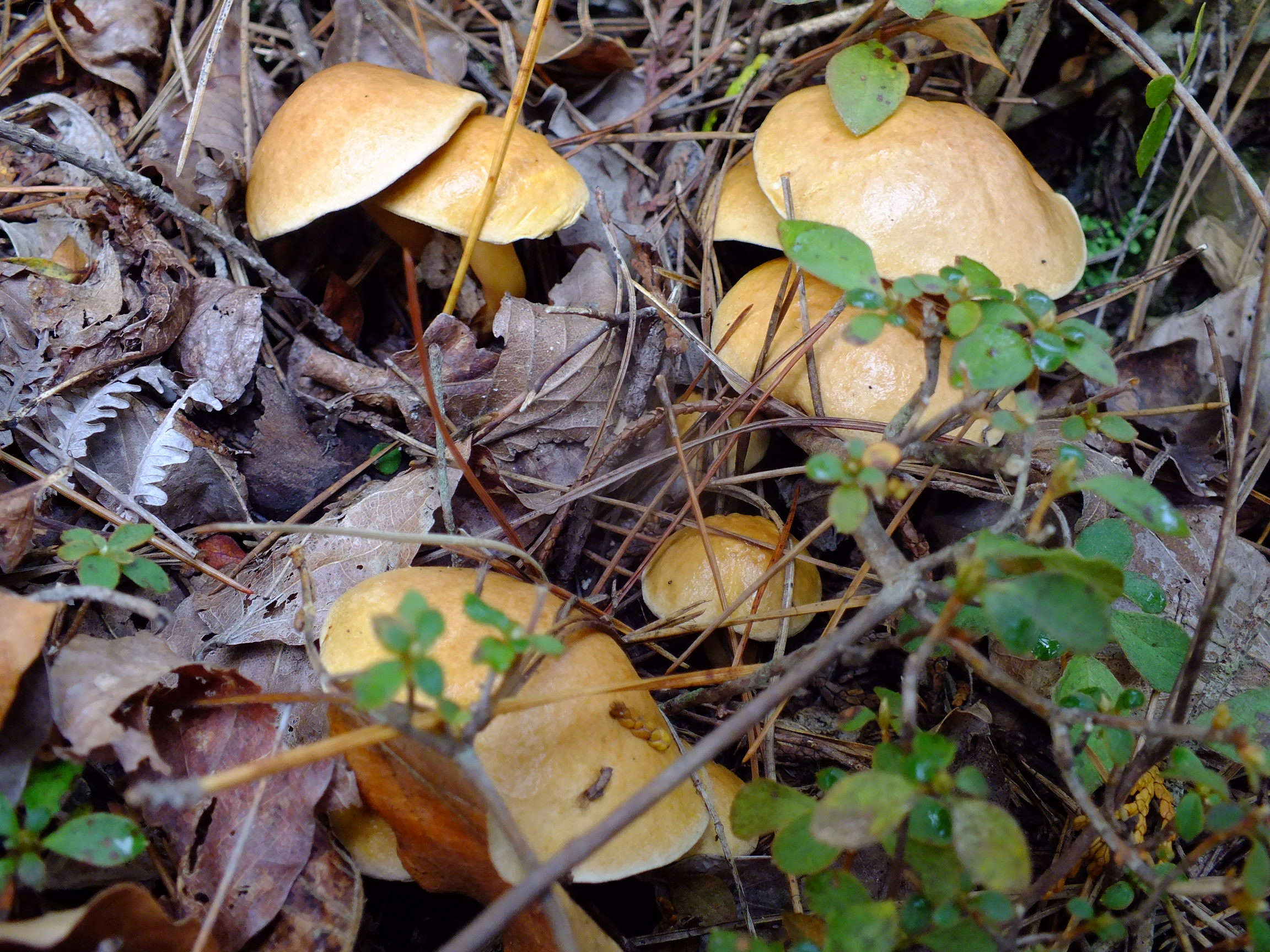
Suillus bovinus
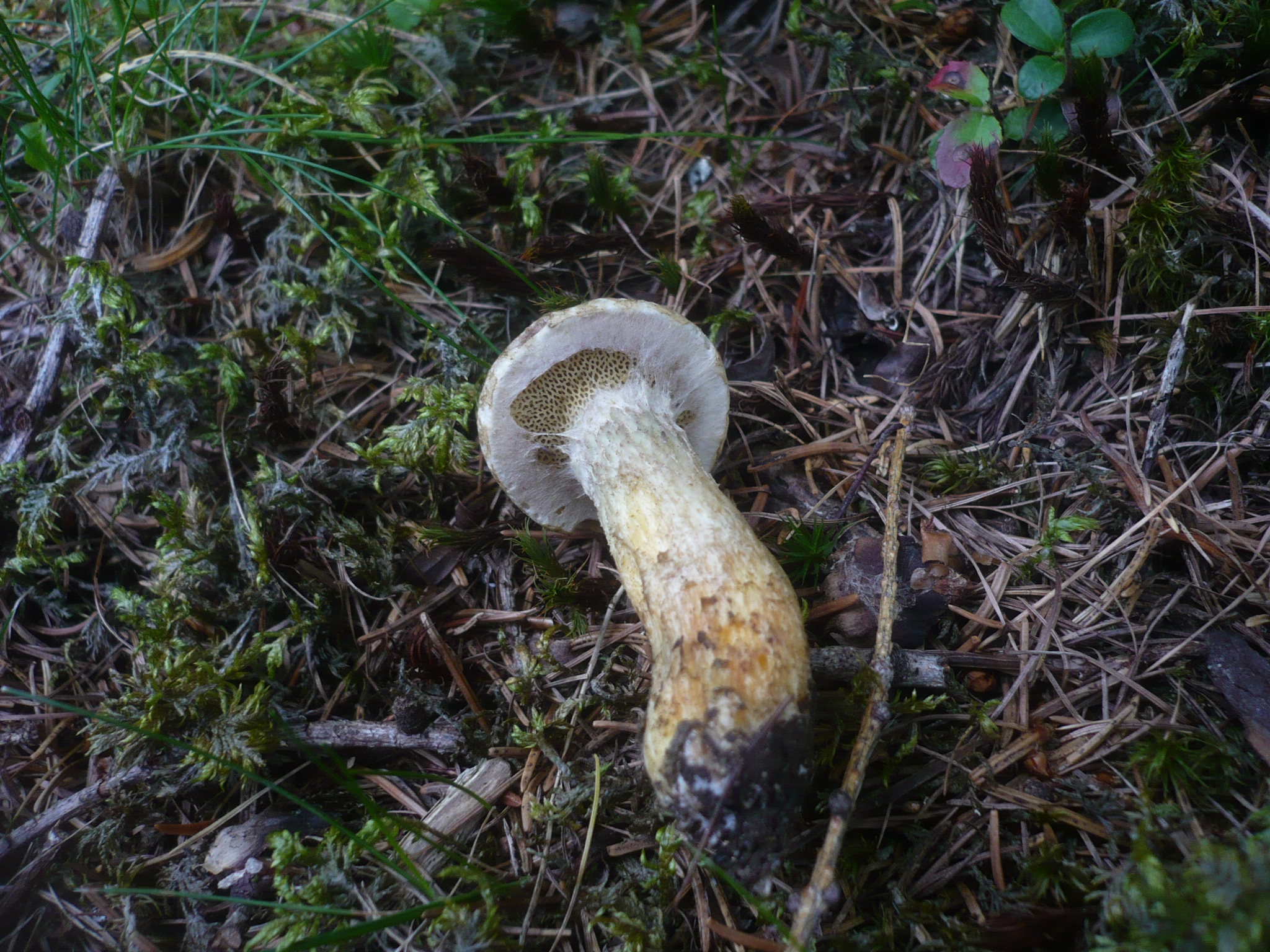
Suillus bresadolae

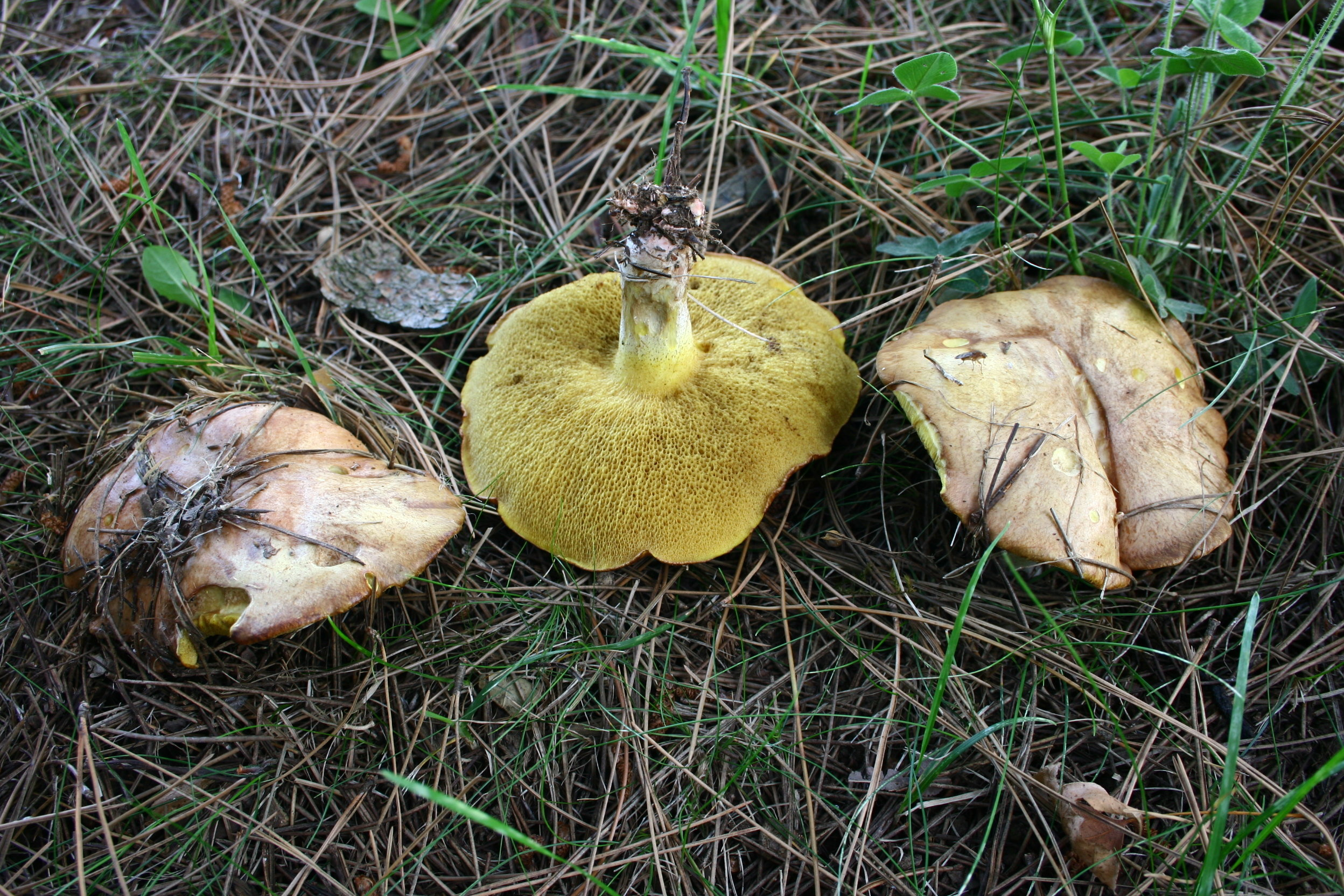
Suillus collinitus
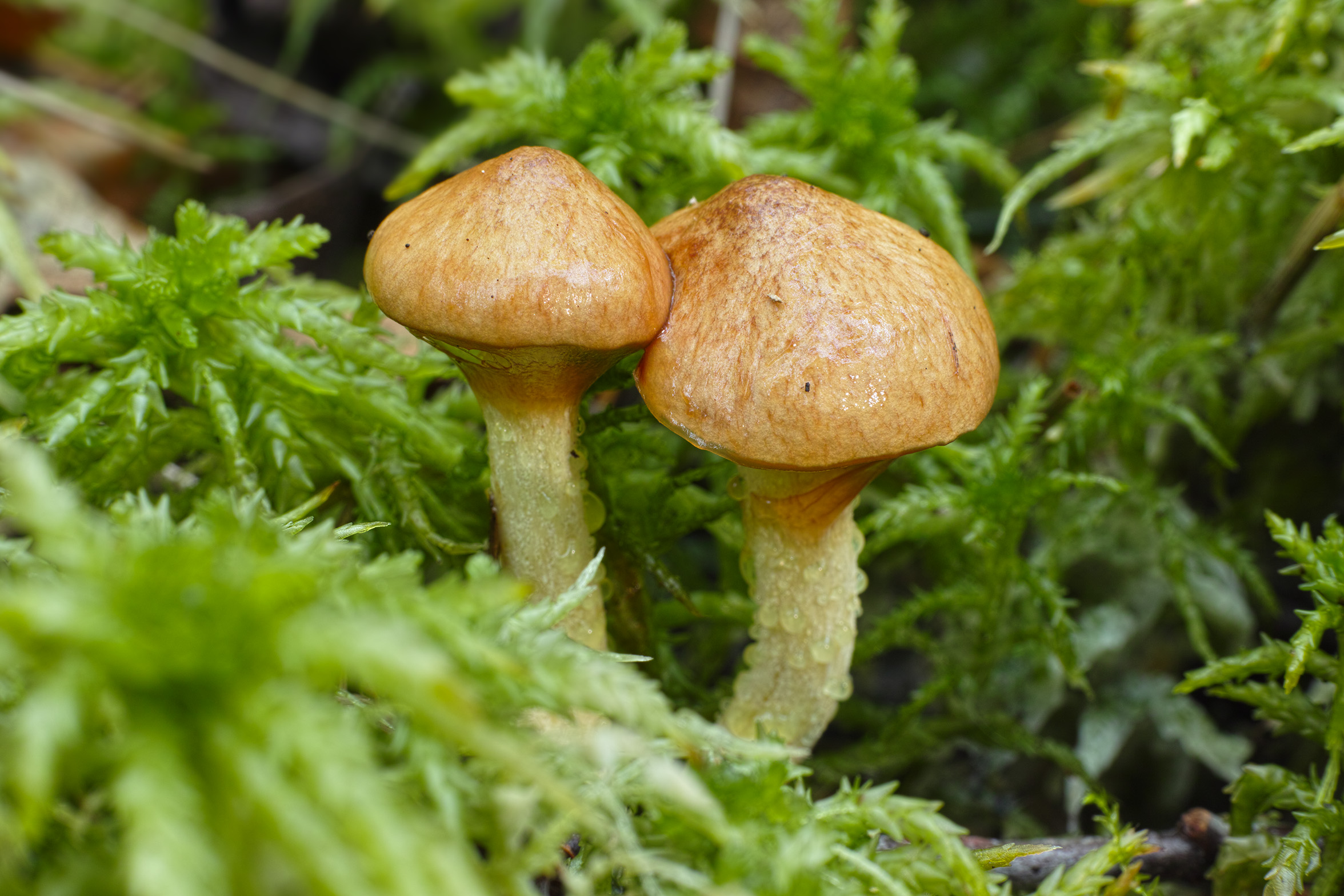
Suillus flavidus
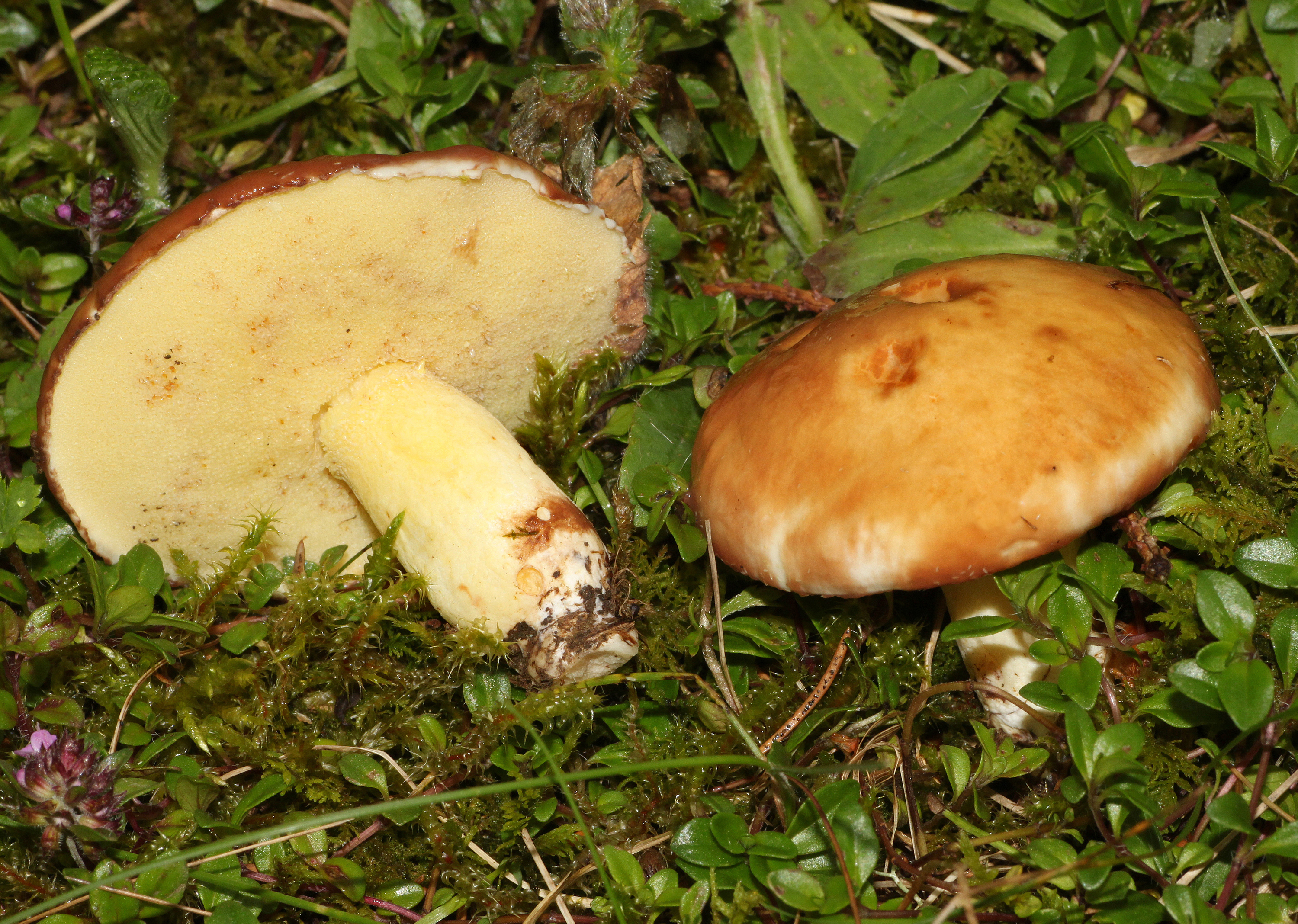
Suillus granulatus
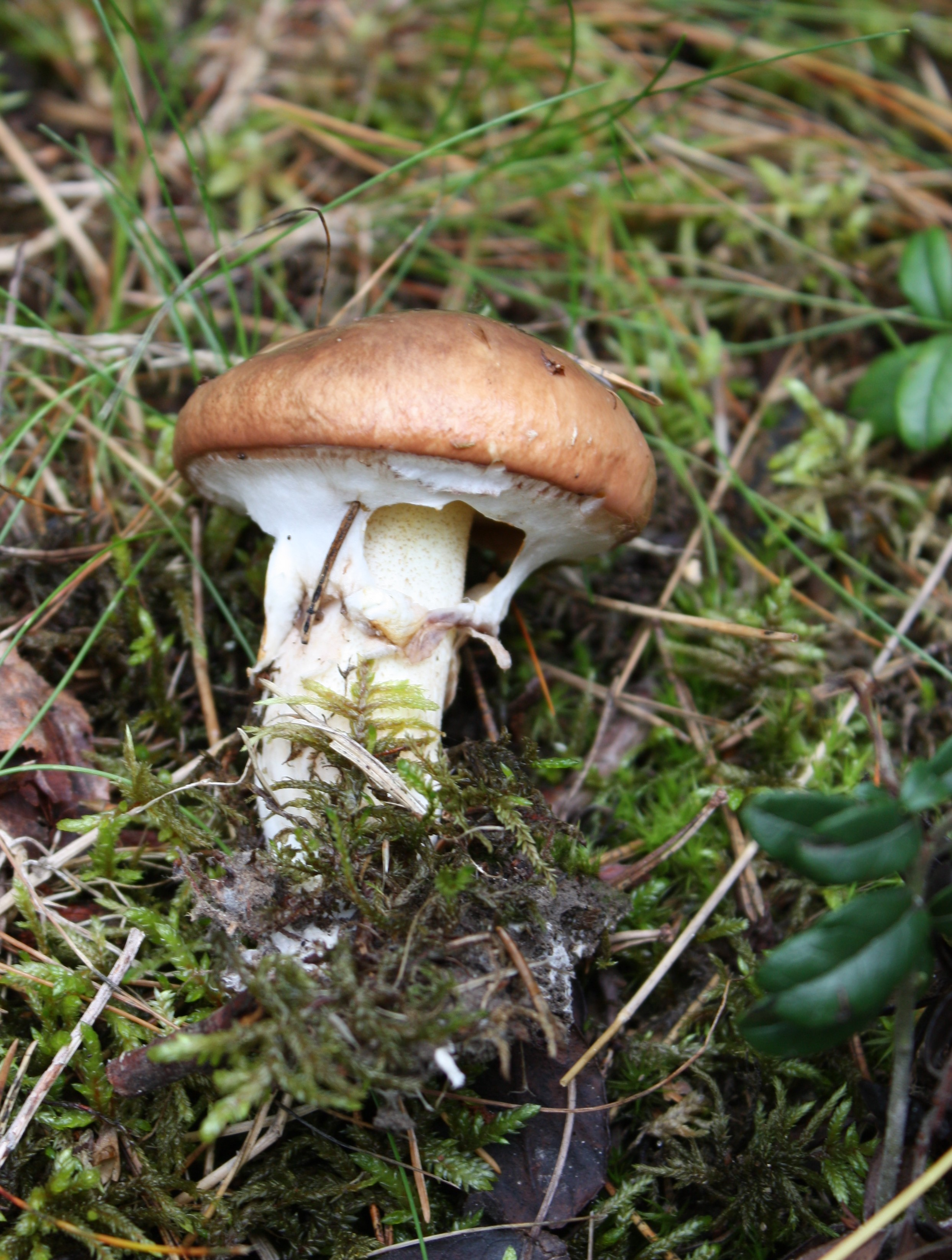
Suillus luteus
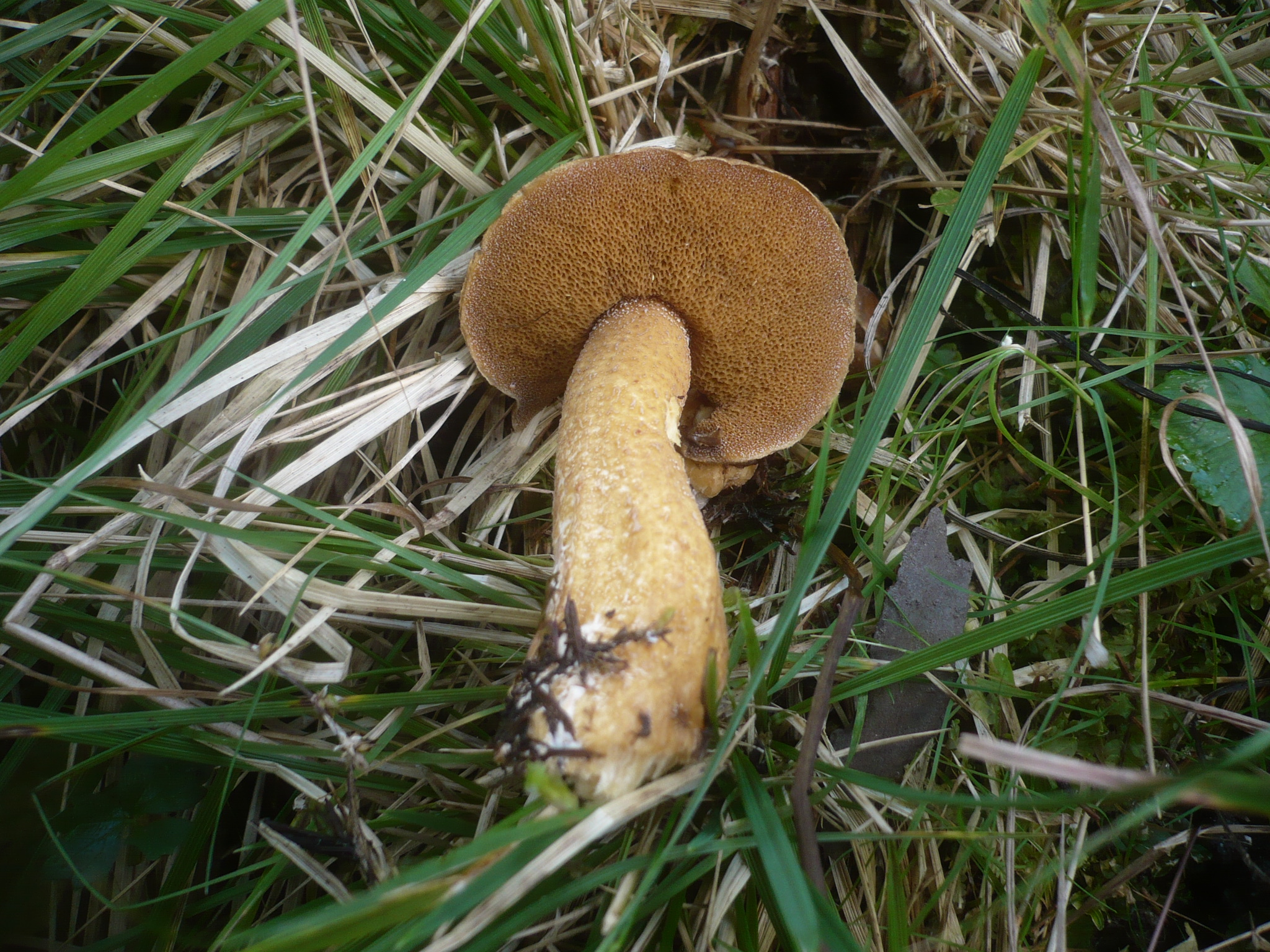
Suillus plorans

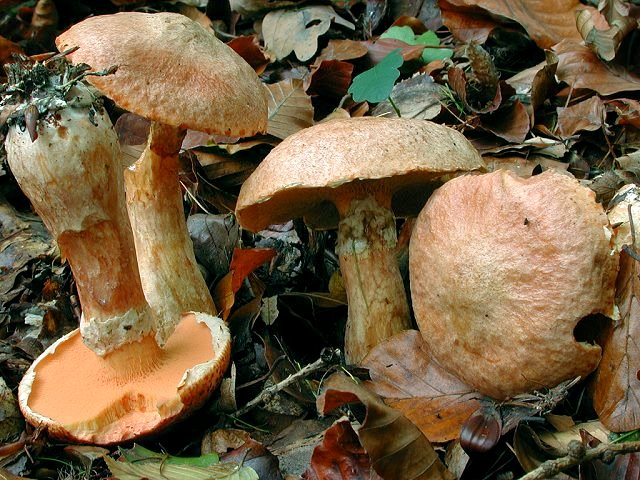
Suillus tridentinus
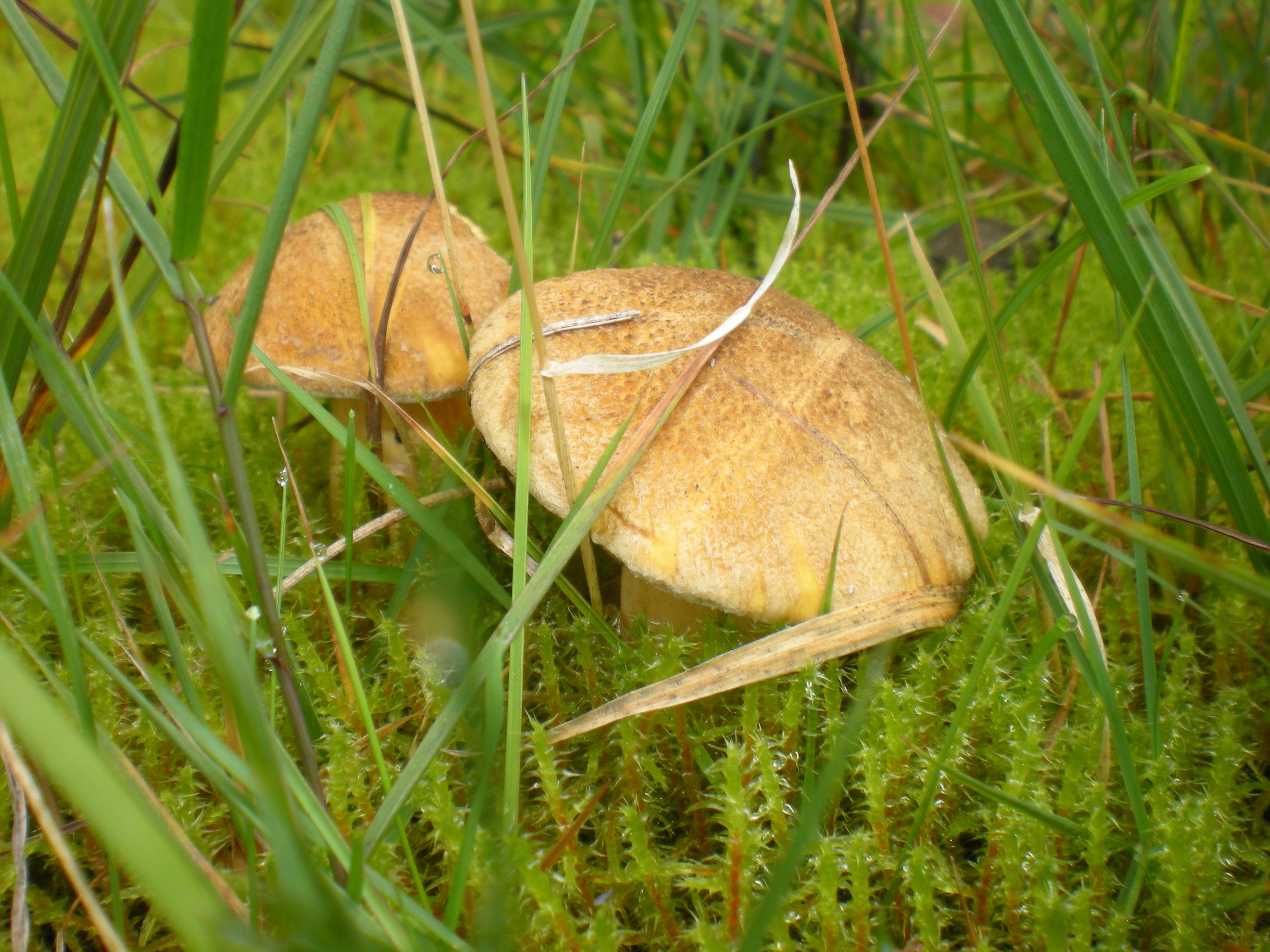
Suillus variegatus
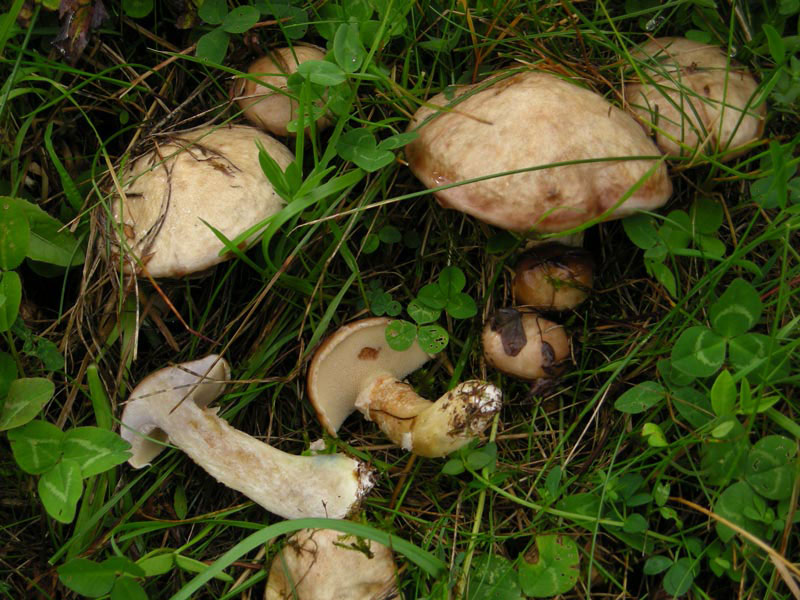
Suillus viscidus
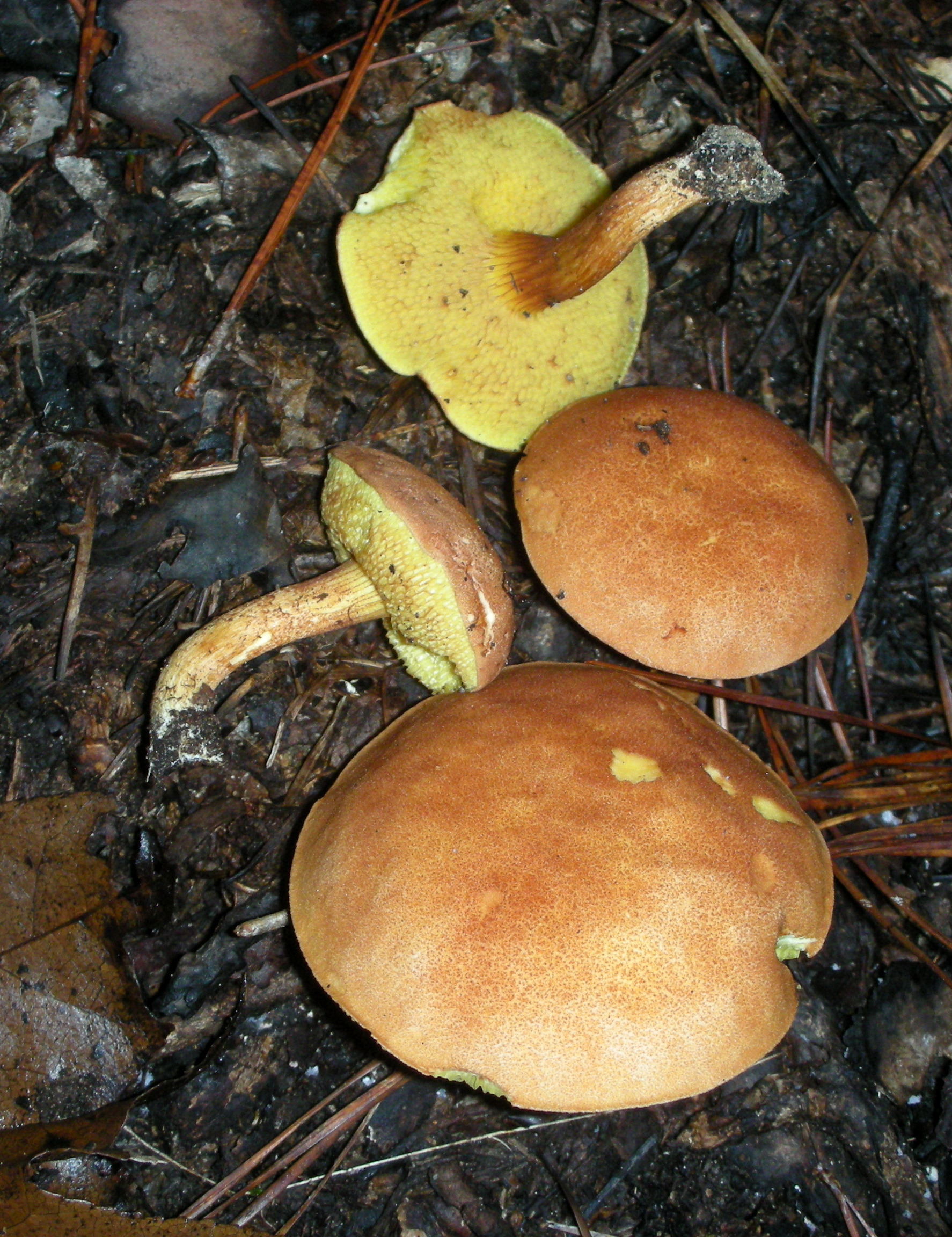
Xerocomus spadiceus
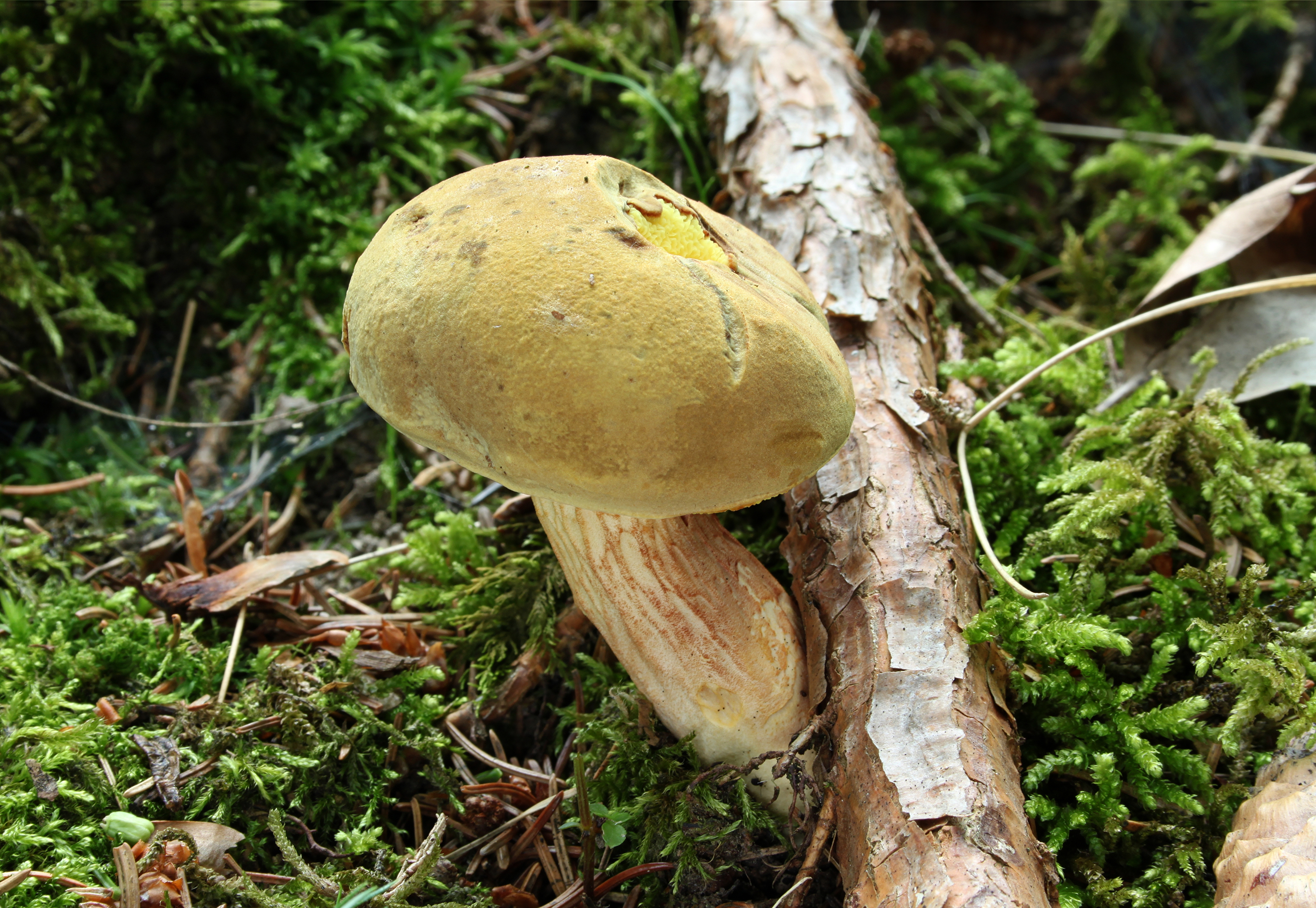
Xerocomus subtomentosus

## Valorificare
Acest burete este foarte gustos. Deși ceva mai mic, el poate fi pregătit în bucătărie ca hribul murg. La exemplare umede se îndepărtează cuticula lipicioasă (cel mai bine deja în pădure), la cele mai bătrâne și porii. El nu se potrivește pentru uscat.